# Dobrodružství pirátů v zeleninové zemi
Dobrodružství pirátů v zeleninové zemi (v anglickém originále Jonah: A VeggieTales Movie) je americký animovaný film z roku 2002. Film režíroval Phil Vischer a Mike Nawrocki. Je založen na americké animované sérii VeggieTales, vydávané od roku 1993 do roku 2015. Pokračováním tohoto filmu je Piráti peciválové: Příběhy ze zeleninové země.

## Děj
Po dodávkové auto havaruje u řeky zatímco jdete do konání koncertu Twippo, zelenina vstoupí do mořské plody restaurace. Junior obviňuje Laurau, že ztratila jízdenku, než slyší příběh o Jonášovi. Tento příběh učí křesťanskou lekci o tom, jak Bůh dává všem druhou šanci.

## Obsazení
| Phil Vischer      | Bob Rajče/Jonáš/Twippo/Pan Lunt/Táta Hroznový/Pan Nezzer/Král Twistonomer/Jimmy Tykev/Philippe Hrášek/Percy Hrášek |
| Mike Nawrocki     | Larry Okurka/Jerry Tykev/Jean-Claude Hrášek                                                                        |
| Tim Hodge         | Khalil |
| Dan Anderson      | Táta Chřest |
| Lisa Vischerová   | Junior Chřest |
| Kristin Blegenová | Laura Mrkev |
| Shelby Vischerová | Annie |
| Jim Poole         | Angus |
| Anointed          | Andělé |

### Český dabing[1]
| Jan Maxián | Larry Okurka |

- Pavel Tesař
- Tomáš Juřička
- Bohdan Tůma
- Martin Sobotka
- Libor Terš
- Ivan Jiřík
- Jiří Hromada
- Jan Vondráček
- Jana Páleníčková
- Jitka Moučková
- Athina Langoská
- Filip Jančík
- Zbyšek Pantůček
- Michal Žára

## Hodnocení
- ČSFD:
- IMDb:
- Kinobox: